# Wojna na pędzle

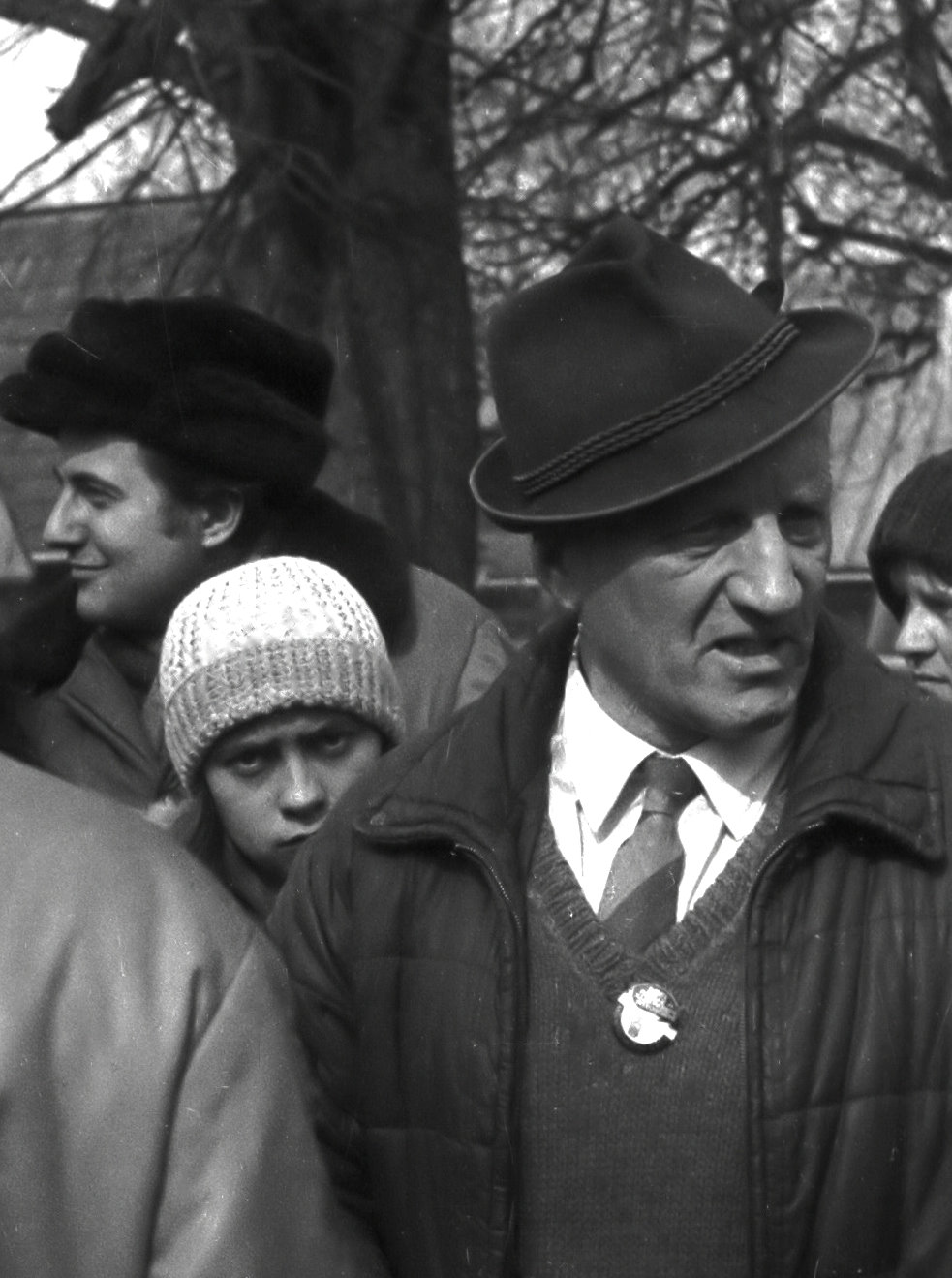
Władysław Midowicz

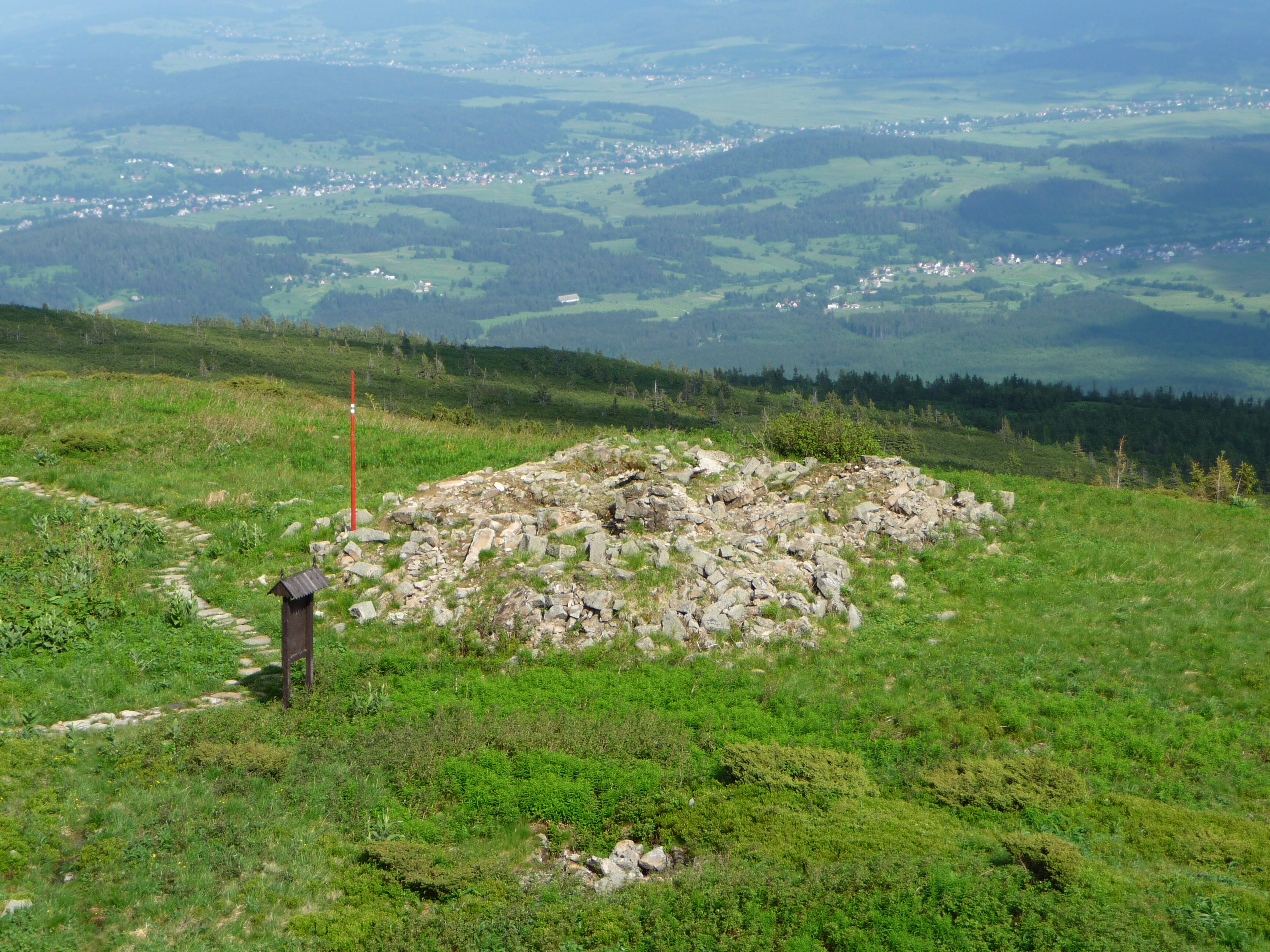
Fundamenty schroniska na Diablaku

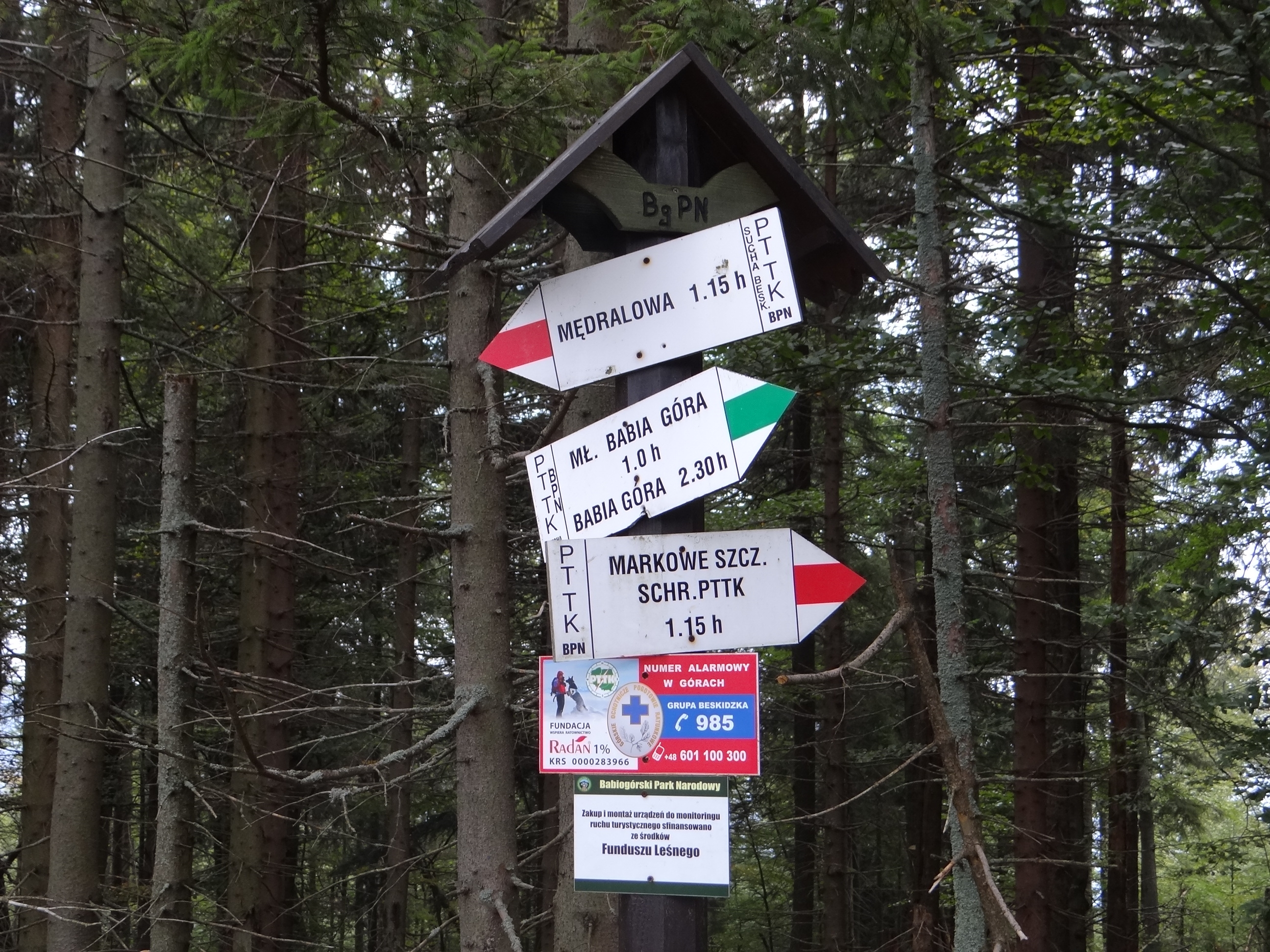
Szlaki na Żywieckich Rozstajach, w tym Główny Szlak Beskidzki zniszczony przez Niemców po 1925

Wojna na pędzle – konflikt pomiędzy Oddziałem Babiogórskim Towarzystwa Tatrzańskiego a niemiecką organizacją turystyczną Beskidenverein z Bielska, rozpoczęty w 1907, a szczególnie nasilony w latach 1925–1927. Prawdopodobnie jedyna tego rodzaju akcja w historii turystyki światowej. Działacze BV i PTT wzajemnie zamalowywali i niszczyli tabliczki oraz oznakowania terenowe konkurencyjnej organizacji, a także odmawiali honorowania zniżek. Dochodziło również do podpaleń schronisk.

## Historia
Począwszy od 1907 działacze niemieckiego towarzystwa turystycznego systematycznie niszczyli polskie znakowania turystyczne nanoszone w masywie Babiej Góry przez Towarzystwo Tatrzańskie. Również w niemieckojęzycznych przewodnikach, na mapach i tablicach terenowych często pomijali polskie nazwy szczytów, przełęczy i polan (np. Babią Górę, czyli Diablak, nazywali Teufelspitze, choć nazwa Babiagura była także w obiegu i znalazła się nawet w oficjalnej nazwie niemieckiego schroniska). Hugo Zapałowicz, prekursor turystyki babiogórskiej, wytoczył w tej sprawie Niemcom proces przed sądem w Makowie Podhalańskim, co nie przyniosło większych zmian w zachowaniu Niemców, nawet po odzyskaniu przez Polskę niepodległości w 1918.
Po lustracji w 1925 Władysław Midowicz stwierdził ogromne zniszczenia polskich znakowań na terenie całego masywu, w związku z czym podjął działania odwetowe i również w całym masywie babiogórskim usunął wszystkie tabliczki drogowskazowe sporządzone czcionką gotycką w języku niemieckim i w obecności Kazimierza Sosnowskiego spalił je na jednym stosie.
Czyny te silnie skrytykowała niemiecka prasa w Bielsku, zarzucając polskim krajoznawcom ograniczanie swobód obywatelskich. Beskidenverein odnawiając swoje znaki na odcinku Przyborów – schronisko pod Diablakiem zatarł na dublującym się odcinku znaki polskie Głównego Szlaku Beskidzkiego (od przełęczy Jałowieckiej do Żywieckiego Rozstaja). Władysław Midowicz zakazał więc członkom Beskidenverein wstępu do schroniska na Markowych Szczawinach. Motywował to dokonaniem sabotażu na urządzeniach turystycznych Polskiego Towarzystwa Tatrzańskiego. Zlikwidował też wspólne z głównym szlakiem beskidzkim niemieckie znakowania zielone.
W czasie wakacji 1927 Stanisław Merta razem z synem Józefem przeznakowali prawie wszystkie dotychczasowe oznakowania Beskidenverein w obrębie Babiej Góry i Pilska.
W 1928 niemieccy znakarze, bez zezwolenia Lasów Państwowych, znakując żółty szlak trawersowy do schroniska pod Diablakiem ponownie zatarli wszystkie znakowania głównego szlaku beskidzkiego od Kępy do przełęczy Krowiarki. Przemalowali polskie znaki czerwone na swoje – żółte. Józef Merta (delegat PTT do robót górskich) całkowicie zlikwidował nielegalny niemiecki trawers, na co bezskuteczną skargę wniósł Beskidenverein do PTT.
W 1931 Polskie Towarzystwo Tatrzańskie oficjalnie zerwało wszelkie kontakty z Beskidenverein. Do pewnego ocieplenia doszło w połowie lat 30. XX wieku, ale relacje obu organizacji pozostawały nadal napięte aż do 1939 (część niemieckich turystów związała się z ruchem nazistowskim).
W 1933 Władysław Midowicz (będąc wówczas gospodarzem schroniska na Markowych Szczawinach), jednostronnym aktem przejął wszystkie niemieckie szlaki w masywie Babiej Góry. Lasy Państwowe zażądały natomiast od niemieckiego towarzystwa opuszczenia schroniska pod Diablakiem w wyniku wygaśnięcia trzydziestoletniej umowy dzierżawnej (jeszcze z czasów austro-węgierskich). Po procesach sądowych schronisko ostatecznie przejęto w 1936.
W wyniku podjętych akcji, do 1939 stan posiadania Beskidenverein skurczył się z ponad 400 kilometrów szlaków turystycznych do nieco ponad stu, rozlokowanych przede wszystkim w okolicach schronisk koło Bielska-Białej.